# Старый Яваш
Ста́рый Ява́ш — деревня в Арском районе Татарстана. Входит в состав Старокырлайского сельского поселения.

## География
Находится в северо-западной части Татарстана на расстоянии приблизительно 13 км по прямой на север от районного центра города Арск у речки Ия.

## История
Известна с 1678 года как деревня Иябаш, позже упоминалась также как Старый Иябаш, Яваш. В начале XX века здесь была мечеть.

## Население
Постоянных жителей было: в 1782 году — 60 душ мужского пола, в 1859—300 человек, в 1897—487, в 1908—488, в 1920—467, в 1926—441, в 1938—406, в 1949—348, в 1958—289, в 1970—312, в 1979—270, в 1989—223, 232 в 2002 году (татары 100 %), 228 в 2010.